# Cuevas de Portalrubio
Cuevas de Portalrubio es una localidad perteneciente al municipio de Pancrudo, en la provincia de Teruel, comunidad autónoma de Aragón, España. En 2018 contaba con 8 habitantes.

## Historia y toponimia
Aparece como Covas de Portelo Rubeo en el texto de reparto de diezmos y primicias de Ramón de Castrocol (texto de 1205 conservado en el Libro Bermejo del Archivo Colegial de Daroca).

## Geografía humana

### Demografía
| Gráfica de evolución demográfica de Cuevas de Portalrubio entre 1842 y 1960 |
| |
| Población de derecho según los censos de población del INE Población de hecho según los censos de población del INEEntre el censo de 1970 y el anterior, este municipio desaparece porque se integra en el municipio 44177 (Pancrudo) |